# Ulrik Frederik Gyldenløve
Ulrik Frederik Gyldenløve (født 20. juli 1638 i Bremen - død 17. april 1704 i Hamburg, den 27. maj nedsattes kisten i Vor Frue kirke, København) var statholder i Norge fra 1664 til 1699. Han var søn af Frederik 3. og Margrethe Pape. Gift tre gange, 3. gang med Antoinette Augusta af Aldenburg, de fik 10 børn.

## Ungdom
Sin ungdom tilbragte han under tyske omgivelser. 1655 den 21. august udstedte faderen et naturalisationsbrev, hvorved „Uldrich Friderich Gyldenløffue og rette ægte Børn maa for danske Herremænd af Adelsfolk kiendes, agtes og anses.“ Allerede i foråret 1657, endnu ikke 19 år gammel, hvervede han som oberst et fodregiment i Holsten, med erfarne officerer som hjælpere. Han deltog med regimentet i rigsmarsk Anders Bille's uheldige felttog mod kong Karl X Gustav og blev kastet ind i fæstningerne i det sydvestlige Holsten. Efter Roskilde-freden i februar 1658 fik han det pinlige hverv at aflevere 2.000 ryttere til fjenden.

## Karriere og politik
Ulrik Frederik Gyldenløve deltog også i anden del af Karl Gustav-krigene, hvor han blandt andet udmærkede sig i Slaget ved Nyborg 14. november 1659.
1664 blev han statholder i Norge. Han boede på Statholdergården i Christiania.
Han blev 1666 øverstkommanderende for den norske hær, der vandt sejre i den Skånske Krig 1675-79, som nordmændene kaldte Gyldenløvefejden for at hædre ham. Efter fredsslutningen flyttede familien til København, hvor de boede i det nyopførte Gyldenløves Palais på Kongens Nytorv. Fortsat var han statholder og generalfeltmarskal.
I Norge videreførte Gyldenløve Hannibal Sehesteds reformer inden for skattevæsen, forsvar og retspleje og beskyttede fæstebønderne. 1671 oprettede han Grevskabet Laurvig (Larvik) i Norge. Han var også virksom i dansk politik; fra 1670 i venskabeligt samarbejde med Griffenfeld.
Efter halvbroderen kong Christian V's død 25. august 1699 nedlagde han den 25. september alle sine embeder. Den 5. januar 1700 gav han skøde til enkedronning Charlotte Amalie på palæet ved Kongens Nytorv og købte godset Oevelgönne i Pinneberg, nær Hamborg.
Sjællands højeste punkt, Gyldenløves Høj, er opkaldt efter ham, fordi han ejede herregården Skjoldenæsholm få kilometer fra højen.

## Ægteskaber
Ulrik Frederik Gyldenløve var gift tre gange.
- Den 11. juli 1659 hemmeligt viet med Sofie Urne (ca. 1629-1714), datter af rigsmarsk Jørgen Knudsen Urne. Den 25. september 1660 fødtes tvillingerne Carl og Ulrik Frederik Valdemar. Ægteskabet opløst i 1660. Brødrene studerede en kort tid i Heidelberg. Carl tjente i den hollandske flåde. Ved åbent brev af 1. maj 1682 fik Carl, og broderen, tilnavnet Løvendal med friherrelig rang for sig og sine ægtefødte efterkommere. Ved patent af 8. februar 1687 erklærede Ulrik Frederik Gyldenløve sønnerne for ægtefødte. Baron Carl Løvendal døde ugift på sin 29-års fødselsdag, den 25. september 1689, ud for øen Sankt Thomas i Guineabugten[1].
- Den 16. december 1660 viet med Marie Grubbe (1643-1718). Ægteskabet var barnløst, parret skilt i 1670.
- 1677 gift med Antoinette Augusta af Aldenburg (1660-1701)[2]. De fik 10 børn.

Ulrik Frederik Gyldenløve hjalp sine 4 halvsøskende. Især Caspar Herman Hausmann, der ligeledes tjente i Norge, men også de andre. Fire forældreløse døtre af halvsøsteren Sophia Amalia og halvbroderen Friederich optog han i huset hos sig og hjalp dem derved til et godt ægteparti. Hans første hustru blev heller ikke helt glemt, det viser deres samarbejde vedrørende Anne Hedvig, datter af Ulrik Frederiks's halvbror Friedrich Hausmann.